# TV 101
TV 101 (TV 101) est une série télévisée américaine en 17 épisodes de 45 minutes, créée par Karl Schaefer dont seulement treize épisodes ont été diffusés du 29 novembre 1988 au 25 mars 1989 sur le réseau CBS.
En France, la série a été diffusée à partir du 20 octobre 1990 sur La Cinq. Rediffusion partielle à partir de septembre 1993 dans Giga sur France 2. Les épisodes étant alors coupés en deux parties de 22 minutes.

## Distribution
- Sam Robards : Kevin Keegan
- Brynn Thayer : Emilie Walker
- Leon Russom : Principal Edward Steadman
- Andrew Cassese (en) : Sherman Fischer
- Stacey Dash : Monique
- Matt LeBlanc : Chuck Bender
- Alex Désert : Holden Hines
- Teri Polo : Amanda Hampton
- Stewart Goddard : Marty Voight
- Monique Salcido : Angela Hernandez
- Mary B. Ward : Penny Lipton
- Andrew White : Vance Checker
- Matt Dearborn (en) : Skip
- Cristine Rose : Mary Alice Peevey

## Épisodes
1. Moteur (Rolling)
2. titre français inconnu (Everything You've Always Wanted to Know About Teenagers (But Were Afraid to Ask))
3. titre français inconnu (The Unbearable Rightness of Penny)
4. titre français inconnu (Home)
5. titre français inconnu (On the Road)
6. titre français inconnu (Kangaroo Gate)
7. titre français inconnu (The Last Temptation of Checker (Part 1))
8. titre français inconnu (The Last Temptation of Checker (Part 2))
9. titre français inconnu (Clicks)
10. titre français inconnu (First Love (Part 1))
11. titre français inconnu (First Love (Part 2))
12. titre français inconnu (First Love (Part 3))
13. titre français inconnu (Keegan's Past)
14. titre français inconnu (Teacher of the Year)
15. titre français inconnu (Modern, Steamy Romance)
16. titre français inconnu (Bang, Zoom (Part 1))
17. titre français inconnu (Bang, Zoom (Part 2))